# Jamshoro
Jamshoro (Urdu ڄام شورو) ist der Verwaltungssitz des Distrikts Jamshoro in der Provinz Sindh in Pakistan. Jamshoro liegt am rechten Ufer des Indus im südwestlichen Teil der Provinz Sindh. Die Stadt liegt etwa 18 Kilometer von Hyderabad und 150 Kilometer von Karatschi entfernt. 2017 lag die Einwohnerzahl bei 34.400 Personen.

## Bildung
Die Stadt gilt als ein wichtiger Bildungsstandort. Es gibt mehrere Universitäten in der Stadt, darunter die Universität von Sindh. Ihr Campus ist der größte des Landes.

## Sehenswürdigkeiten
Die Festung Ranikot ist ein historisches Fort in der Nähe der Stadt. Das Ranikot Fort ist auch als die Große Mauer von Sindh bekannt und gilt als das größte Fort der Welt mit einem Umfang von ungefähr 26 Kilometern. Seit 1993 steht es auf der Tentativliste des UNESCO-Weltkulturerbes.

## Galerie

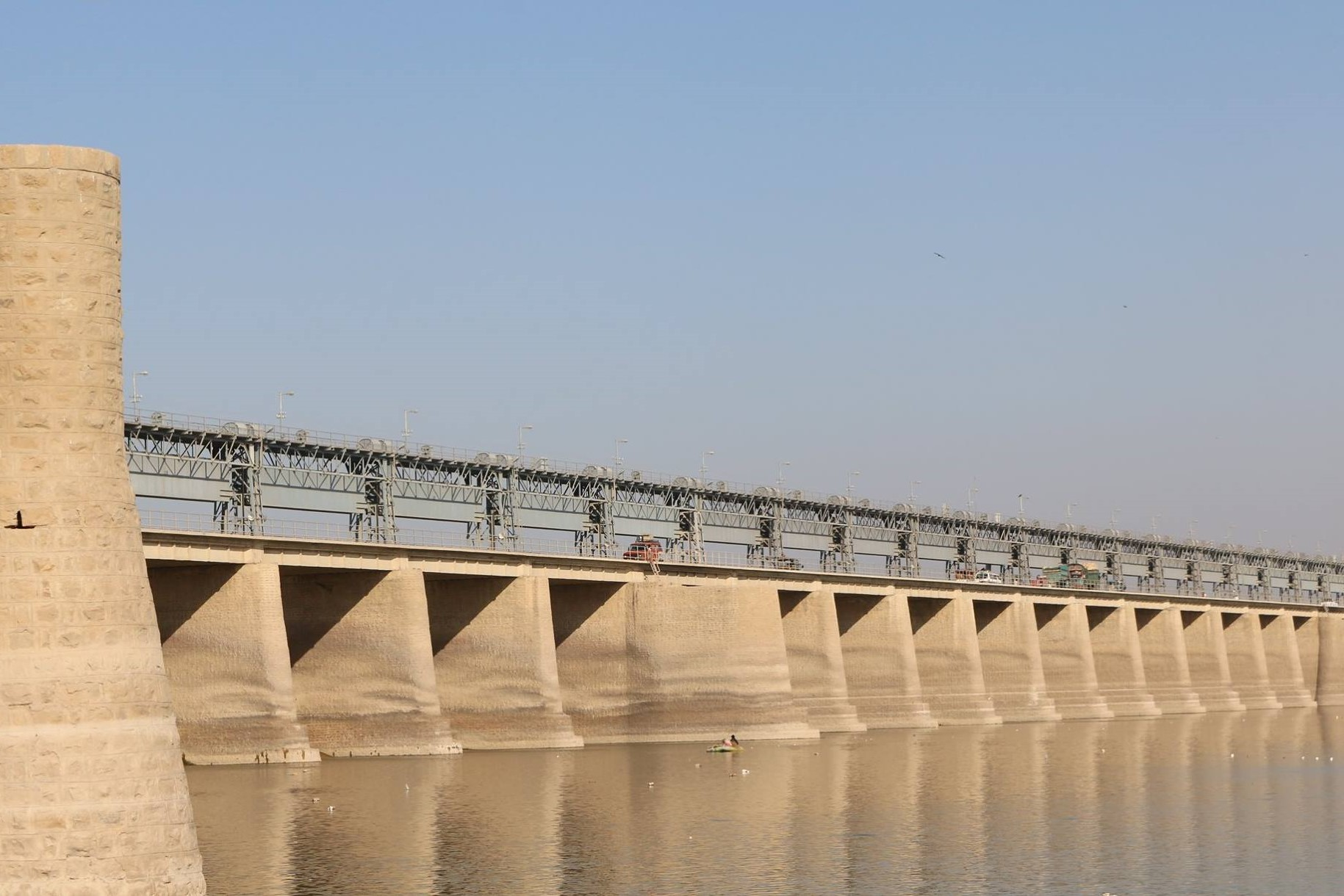
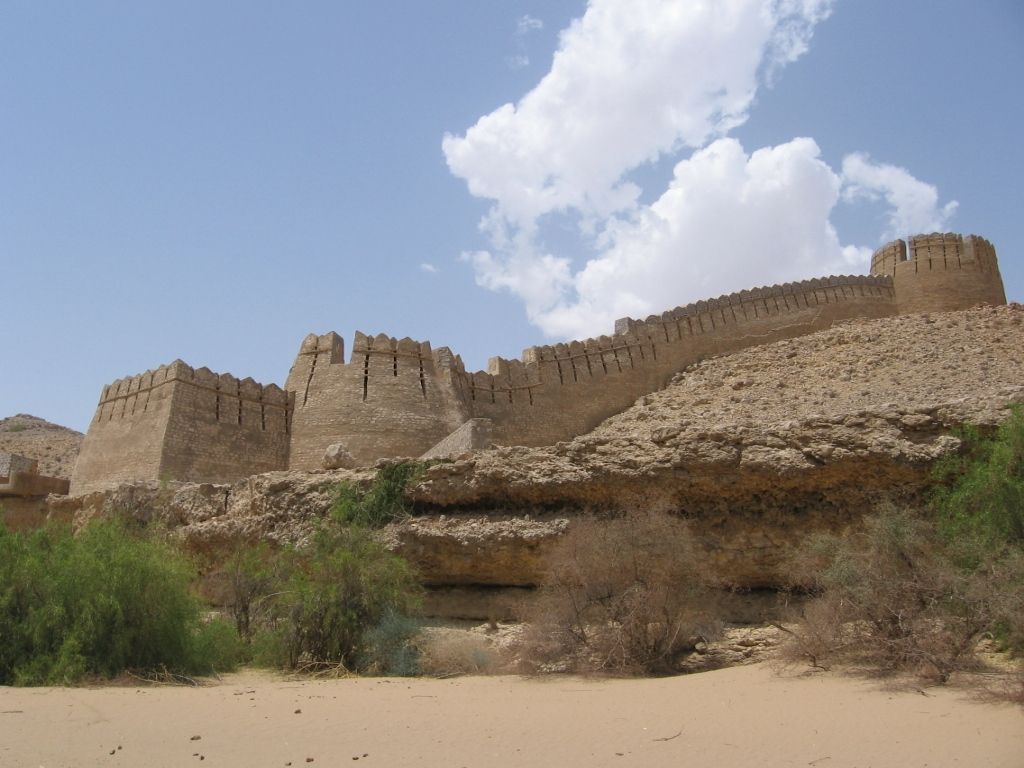
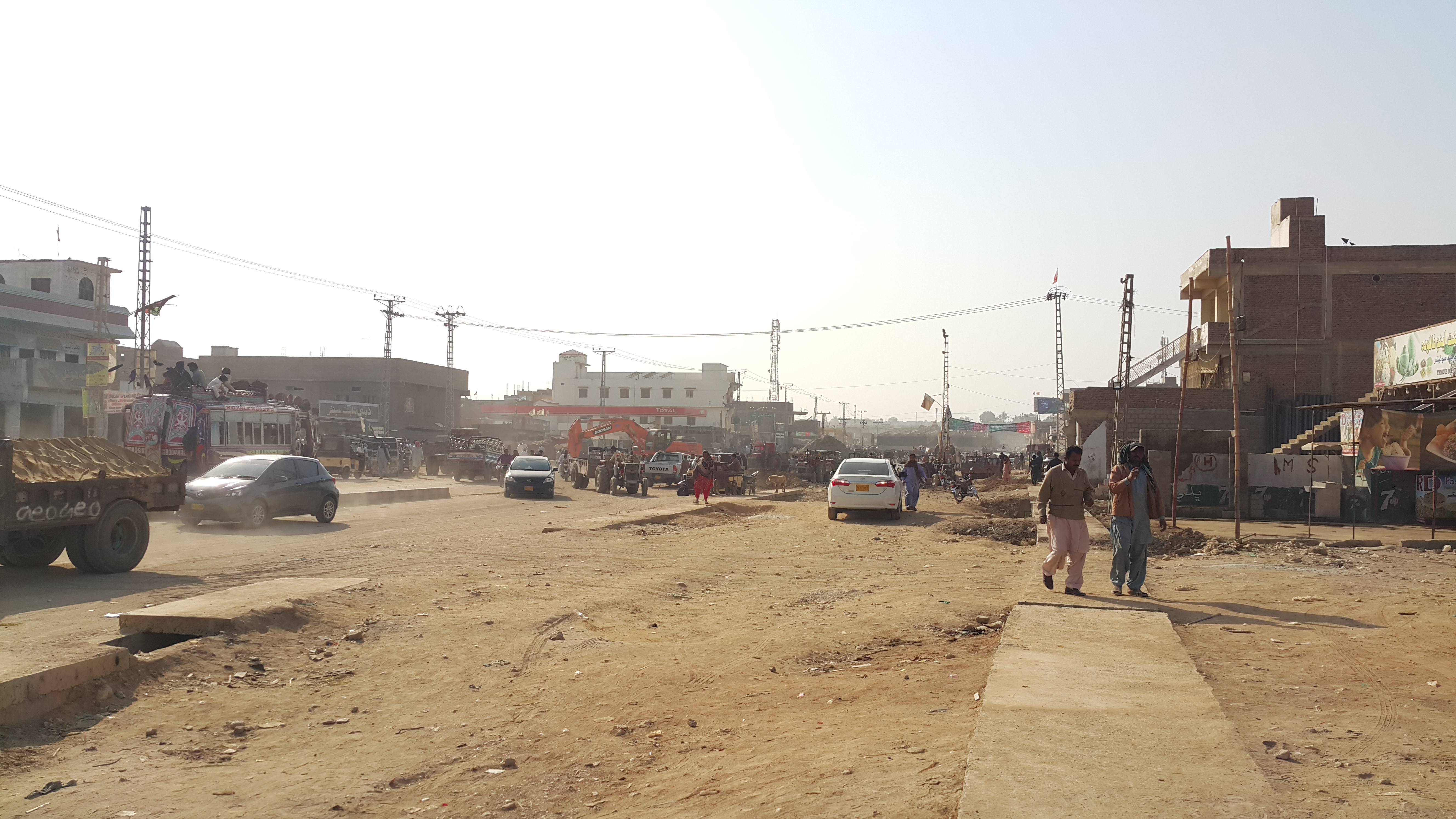